# Battaglia di Jaquijahuana
La battaglia di Jaquijahuana fu un conflitto combattuto nel 1548 tra il vicereame del Perù e la Nuova Castiglia, nel corso della conquista dell'impero Inca.

## Storia
Dopo la trionfante conquista del Peru', l'assassinio di Francisco Pizarro nel 1541, e l'esecuzione del suo principale antagonista, Diego de Almagro (1538), e del figlio, Diego de Almagro il Giovane (1542), molti dei comandanti del neonato vicereame della Nuova Castiglia morirono nella successiva lotta per il potere. Nel 1540 il secondo in comando dei fratelli Pizarro, Hernando Pizarro, tornò in Spagna per difendere se stesso ed i fratelli dall'accusa di abuso di potere. Fu imprigionato per ordine del re Carlo V. Gli Almagristas, seguaci di Diego de Almagro, furono sconfitti nella battaglia di Chupas il 16 settembre 1542. Due anni dopo re Carlo inviò un proprio uomo, Blasco Núñez Vela, insignendolo del titolo di governatore del neonato vicereame del Perù, con il compito di applicare le Leggi nuove emanate nel 1542 per proteggere i nativi peruviani.
Gonzalo Pizarro si rifiutò di abbandonare il potere ed il comando del Perù, precedentemente assegnato a lui ed ai fratelli. Riuscì ad assoldare uomini con l'obbiettivo di opporsi al governatore ufficiale della Nuova Castiglia, Cristóbal Vaca de Castro, vincitore a Chupas sugli Almagristas. Il viceré giunse a Lima, nuova capitale del Perù, insediandosi il 17 maggio 1544. Poco dopo fece imprigionare Castro rispedendolo in Spagna. Il 18 settembre Gonzalo Pizarro depose Blasco Núñez Vela, mandandolo come prigioniero a Panama. Il 28 ottobre l'esercito di 1200 uomini di Gonzalo Pizarro entrò a Lima. Vela, all'arrivo a Panama, fu rilasciato e tornò in Perù reclamando il proprio titolo di viceré e governatore, approdando a Tumbes. I due si affrontarono il 18 gennaio 1546 nella battaglia di Añaquito, nell'odierno Ecuador. La superiorità numerica garantì la vittoria a Gonzalo Pizarro, il quale distrusse l'esercito di Blasco Núñez Vela, decapitato sul campo di battaglia. Questo fatto iniziò una lotta per il controllo del Perù tra Gonzalo Pizarro e le forze reali.
Il re nominò Pedro de la Gasca nuovo viceré del Peru'; nel frattempo la terra era controllata da Gonzalo Pizarro. De la Gasca arrivò in Peru' nel 1547, conquistandosi il supporto degli abitanti locali promettendo un'amnistia per coloro che avevano tradito la corona, e proclamando che non avrebbe applicato le Leggi Nuove.
Dopo le schermaglie iniziali ci fu un primo contatto tra i due gruppi alla fine del 1547, presso le pianure di Jaquijahuana (Xaquixaguana, Sacsahuana), nei pressi di Cuzco, ma De la Gasca riuscì ad evitare la battaglia. Alla fine una battaglia avrebbe sancito definitivamente chi avrebbe comandato il Perù. In battaglia le forze di Gonzalo erano gravemente inferiori in numero e furono trucidate, quasi senza perdite da parte di De la Gasca. Lo stesso Gonzalo, assieme al suo più leale comandante Francisco de Carvajal, soprannominato Demone delle Ande, fu catturato e giustiziato tramite decapitazione. De la Gasca tentò di consolidare il proprio controllo sul Perù, che rimase una colonia reale ed un vicereame fino alle azioni rivoluzionarie di Simón Bolívar, nel XIX secolo.